# Коваль Олександр Миколайович
Олександр Миколайович Коваль (нар. 3 травня 1974, Донецьк) — колишній український футболіст, що грав за низку українських та закордонних клубів на позиції захисника. Виступав за національну збірну України. Двічі потрапляв до списку 33-х найкращих футболістів України (1997 — № 2, 1998 — № 3). Після завершення кар'єри гравця — футбольний тренер.

## Життєпис
Вихованець донецького футболу (тренер — Віталій Старухін). Левова частина кар'єри пройшла на рідному Донбасі, у донецькому «Шахтарі», за який Олександр відіграв 7 сезонів. Крім цього, в чемпіонаті України гравець був заграний за донецький «Металург» та алчевську «Сталь». Нетривалий час грав також закордоном — за болгарський «Левські» та «Сокіл» (Саратов).
Виступав у складах молодіжної та національної збірних України. Дебют у складі головної футбольної команди країни відбувся 11 вересня 1994 року у товариській грі зі збірною Південної Кореї.

## Досягнення
- Срібний призер Чемпіонату України (4): 1993/94, 1996/97, 1997/98, 1998/99
- Володар Кубка України (2): 1994/95, 1996/97